# クローネンブルグ
クローネンブルグ（仏: Brasseries Kronenbourg）は、Geronimus Hatt によりアット・ブルワリー（仏: brasserie Hatt）としてフランス東部、アルザス地域圏のストラスブールに1664年に設立されたブルワリーである。名前は1850年に醸造所がストラスブールのクロナンブール地区に移転したことによる。会社はカールスバーグにより所有されている。

## 主な製品
主なブランドは「Kronenbourg」とその上位ブランドの「1664」である。「Kronenbourg」はフランス語ではクロナンブール（フランス語発音: [kʁɔnɑ̃buʁ]）、英語ではクロネンバーグと発音される。
フランスでは「1664」を、フランス語の西暦の一般的な読み方である『"千" "6百" "64"』（仏: mille six cent soixante-quatre）ではなく、『"16百" "64"』に相当する seize cent soixante-quatre （フランス語発音: [sεz sɑ̃ swasɑ̃t katr] セーズサン・ソワサントゥキャ（ー）トル）、または、『"16" "64"』に相当する seize soixante-quatre（セーズ・ソワサントゥキャ（ー）トル）と呼ぶ。la Seize（ラ・セーズ）との俗称もある（直訳は16）。
クローネンブルグは当初、エールを醸造していたが、現在はラガーによって知られている。クローネンブルグはフランスのビールの主要なブランドであり、2004年時点で 40% の市場占有率を持っている。「Kronenbourg 1664」はイギリスでもバークシャーとマンチェスター（王立）の醸造所で製造されている。
別ブランドの「Kanterbräu」（カンテールブル）と合併してからは同銘柄の製造もしていたが、現在はわずかしか製造されていない。

## 歴史
1664年にビール醸造マイスターの証明書を得たゲロニムス・ハット（ジェローム・アット）はストラスブールのプラス・デュ・コルボー (Place du Corbeau) にカノン醸造所 (Canon Brewery) を設立した。1665年生まれの息子クロードが1683年から跡を継いだ。しかし1850年、イル川の頻繁な氾濫により高所のクロナンブールに移転を余儀なくされた。
1922年、ハット醸造所はティーガー醸造所を合併してアルザス最大の醸造所となり、社名を、ティーガー醸造所で最も有名だったブランド「ティグル・ボック (Tigre Bock)」と改めた。第二次世界大戦後、クローネンブルグを社名とし、国際的拡大を始めた。1970年、クローネンブルグは欧州醸造組合 (SEB: Société Européenne de Brasseries（カンテールブロー (Kanterbräu)) と共に BSN（現ダノン）によって買収された。1986年、クローネンブルグはカンテールブローと合併した。
2000年、イギリスの企業 Scottish and Newcastle (S&N) plc は17億ポンドでクローネンブルグを買収した。さらに2008年4月、S&Nはハイネケンとカールスバーグに売却され、クローネンブルグはカールスバーグが得た。
主な醸造所はオベルネ (Obernai) とシャンピニュール (Champigneulles) にあるが、シャンピニュールの醸造所は現在売りに出されている。